# Плато Сирія
Syria Planum — це просторе плато на поверхні Марса, яке є частиною регіону Tharsis. Вона розташована біля підніжжя вулканічної опуклості Tharsis, і була центром вулканічної та тектонічної активності у марсіанській історії починаючи з Нойського й до пізнього Гесперійського періоду. Було підтверджено, що в цьому регіоні присутні низькі щитові вулкани.